# María Isabel Moreno
María Isabel Moreno Allue (Ribes de Freser, 2 de janeiro de 1981) é uma ciclista profissional espanhola. 
Classificou-se para competir na prova de estrada dos Jogos Olímpicos de 2008, em Pequim, mas não pôde competir por ter sido pega no exame antidoping pela substância eritropoietina (EPO). Foi a primeira atleta a testar postivo para uma substância proibida nas Olimpíadas de 2008.